# 10146 Mukaitadashi
10146 Mukaitadashi è un asteroide della fascia principale. Scoperto nel 1994, presenta un'orbita caratterizzata da un semiasse maggiore pari a 3,0745987 UA e da un'eccentricità di 0,1828680, inclinata di 3,89822° rispetto all'eclittica.